# Venus impúdica

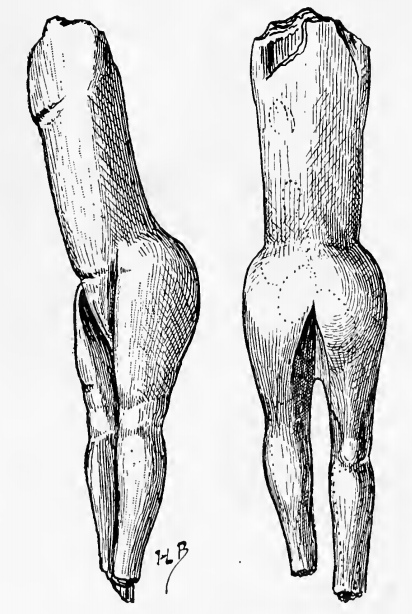
Venus impúdica, dibujo de 1907.

La Venus impúdica ("Venus inmodesta", también conocida como  Vénus de Vibraye) es la primera representación escultórica paleolítica de una mujer, descubierta en la Edad Moderna. Fue encontrada por Paul Hurault, VIII Marqués de Vibraye, hacia 1864 en el famoso sitio arqueológico de Laugerie-Basse en el valle del río Vézère (uno de los muchos yacimientos importantes de la Edad de Piedra en y alrededor de la comuna de Les Eyzies-de-Tayac-Sireuil en Dordoña, al suroeste de Francia). 
La "Venus" magdaleniense de Laugerie-Basse tallada en marfil de mamut no conserva la cabeza ni los pies, carece de brazos y posee una abertura vaginal fuertemente incisiva. De Vibraye la llamó la Venus Impúdica, en contraste con la Venus Púdica, una clase de esculturas romanas que representan a la diosa Venus cubriendo su pubis desnudo con su mano derecha, y sus pechos con la otra. De este nombre se deriva el término «figuras de Venus», comúnmente utilizado para este tipo de esculturas de la Edad de Piedra.
Mientras que la mayoría de las demás "venus" paleolíticas tienen grandes pechos, vientres prominentes y caderas anchas, esta se caracteriza por un cuerpo delgado, vientre plano, caderas discretas y casi ausencia de pechos, lo que parece indicar que representa a una niña.